# ジョン・マケナリー
ジョン・マケナリー（John McEnery、1943年11月1日 - 2019年4月12日）は、イギリスの俳優。

## プロフィール
20歳の時にリバプールにて最初の舞台を踏む。その後フランコ・ゼフィレッリ監督の「ロミオとジュリエット」でマキューシオを素晴らしいパフォーマンスで演じ、英国アカデミー賞にノミネートされた。女優のステファニー・ビーチャムとの間に2人の娘がいる。

## 主な出演作品
- ロミオとジュリエット Romeo and Juliet (1968)　-　キネマ旬報ベストテン第2位
- 殺意の週末 The Lady in the Car with Glasses and a Gun (1970)
- 恐竜の島 The Land That Time Forgot (1974)